# Daniel Nilsson-Padilla
Daniel Nilsson-Padilla, född 1981 i Falun och uppvuxen i Rättvik, är en svensk författare och journalist. 
Nilsson-Padilla är författaren bakom boken En gång var jag större än Zlatan som han skrivit tillsammans med Tony Flygare. Boken släpptes våren 2014 på Norstedts förlag och väckte stor uppmärksamhet. 
Han är också författare av boken Laget som aldrig dog: berättelsen om Leksands IF:s hockeymirakel, släppt 2016 på Leksands IF ishockeyklubbs förlag.
Han är grundare, delägare och programledare för Aftonbladets webb-tv-program Konsumentdrevet på Aftonbladet-TV som startade våren 2014.
Nilsson-Padilla har arbetat som journalist på bland annat Resumé, Expressen, Svenska Dagbladet, Dalarnas Tidningar och Jönköpings-Posten. Han har även arbetat som vardagsekonomiexpert och som tv-reporter på Rapport och Aktuellt på Sveriges television där han ingick i konsumentgruppen.